# Bud Adams
Kenneth Stanley "Bud" Adams, Jr. (3 de enero de 1923-21 de octubre de 2013) fue el dueño de los Tennessee Titans, franquicia de la National Football League. 
Jugó un papel decisivo en la fundación y establecimiento de la primera liga de fútbol americano. Adams se convirtió en dueño de la AFL con el establecimiento de la franquicia de los Titans, que fue conocido originalmente como los Houston Oilers. Fue el dueño principal (por un tiempo) con su equipo en la Liga Nacional de Fútbol, unos meses antes que el propietario de Buffalo Bills, Ralph Wilson. También Adams fue uno de los dueños de la Houston Mavericks of the American Basketball Association y el antiguo propietario de la segunda Nashville Kats de la franquicia de la Arena Football League. Fue elegido al Salón de la Fama de la Liga de Fútbol Americano, un sitio en línea, pero a partir de 2013 no es un miembro del Salón de la Fama del Fútbol Americano Profesional, a pesar de varias nominaciones y un esfuerzo continuo para hacer que él ya este disponible.
Bud Adams, Jr. murió de causas naturales en su casa de Houston. El cuerpo de Adams fue encontrado en su casa de River Oaks después que la policía fue llamada para un cheque de asistencia social.
Sus 409 victorias fueron más que la de cualquier otro propietario actual de la NFL. Él ganó su victoria número 400 en la final de la temporada 2011 en que su Titans derrotó al equipo que reemplazó a su Oilers en Houston, los Texans. Su franquicia hizo 21 apariciones en playoffs en 53 temporadas, octavo entre los equipos de la NFL desde 1960.